# Spillersboda IF
Spillersboda IF (SIF) är en idrottsförening hemmahörande i Spillersboda, Norrtälje kommun. Föreningens främsta verksamhet är bandy och hemmaplanen är sedan säsongen 2002-2003 den konstfrusna bandyplanen i Norrtälje. Tidigare, till mars 2002,  spelades på naturis på Spillersboda IP.
Föreningen bildades 1931 på initiativ av skådespelaren och idrottsmannen Axel Hultman och startade bandyverksamheten 1932. Bandymatcherna spelades på Mutsundasjön.
2008 kvalade Spillersboda IF till Allsvenskan. 2013 utökade bandyförbundet antalet division 1-serier från 4 till 5 serier och Spillersboda fick en friplats till division 1 Östra. Spelar säsongen 2015/2016 i div 2 då laget valde att dra sig ur div 1.